# Beratungsgeheimnis
Der Begriff Beratungsgeheimnis bezieht sich auf die Pflicht von Richtern, über den Hergang bei der Beratung und Abstimmung zu schweigen. Von dieser Pflicht werden sie auch nach Ende ihres Dienstverhältnisses nicht befreit.
Das Beratungsgeheimnis ist in § 43 DRiG normiert und gilt nach § 45 auch für Ehrenamtliche Richter.
Verletzt ein Richter die Vorschrift, liegt ein Dienstvergehen vor, das disziplinarrechtliche Konsequenzen haben kann.

## Hintergrund
Die Vorschrift soll die Unabhängigkeit des Richters schützen. Nur unter besonderen Umständen (wie etwa einem  übergesetzlichen Notstand) werden Ausnahmen zugelassen.
Beim Bundesverfassungsgericht hingegen darf gem. § 30 BVerfGG und § 56 der Geschäftsordnung des Bundesverfassungsgerichts ein Minderheitsvotum (des überstimmten Richters) bekanntgegeben werden.

## Einzelheiten im Strafprozess
Kernstück des Strafprozesses ist die öffentliche Hauptverhandlung, in der nach den eher summarischen Zwischen- und Vorverfahren der Sachverhalt abschließend geklärt werden soll. Dies erfolgt in einer Art und Weise, die nach der allgemeinen Prozesserfahrung die größte Gewähr bietet, die Wahrheit zu erforschen, die Verteidigung des Angeklagten zu ermöglichen und ein gerechtes Urteil zu erreichen.
Nach § 260 StPO erfolgt die Beratung der Richter vor der Urteilsverkündung, mit der die Hauptverhandlung abgeschlossen wird. Diese Besprechung ist im Gegensatz zur Hauptverhandlung nicht Teil der Hauptverhandlung und erfolgt immer geheim. Es ist möglich, dass gegenläufige Ansichten der Richter während der Beratung aufeinandertreffen. Diese Vorgänge bleiben der Staatsanwaltschaft wie der Verteidigung, die ihre Meinungsverschiedenheiten vorher offen ausgetragen haben, also unbekannt. Um das Geheimnis zu wahren, soll die Beratung in einem gesonderten Raum und nicht im Sitzungssaal stattfinden.